# Alyssum iljinskae
Alyssum iljinskae là một loài thực vật có hoa trong họ Cải. Loài này được V.I.Dorof. mô tả khoa học đầu tiên năm 2001.